# قرار مجلس الأمن التابع للأمم المتحدة رقم 70
قرار مجلس الأمن التابع للأمم المتحدة رقم 70، المعتمد في 7 مارس 1949، طلب أن يقوم الأمين العام بإبلاغ المجلس بجميع التقارير والالتماسات الواردة من المجالات الاستراتيجية الخاضعة للوصاية أو المتعلقة بها، وطلب أن يقدم مجلس الوصاية إلى المجلس توصيات للمسائل السياسية والاقتصادية والاجتماعية والتعليمية التي تؤثر على المجالات الاستراتيجية تحت الوصاية.
تمت الموافقة على القرار بأغلبية ثمانية أصوات، مع امتناع مصر وأوكرانيا والاتحاد السوفيتي.